# Confédération des vrais syndicats turcs
La Türkiye Hak İşçi Sendikaları Konfederasyounu (HAK-İŞ - Confédération des vrais syndicats turcs) est une confédération syndicale turque affiliée à la Confédération syndicale internationale et à la Confédération européenne des syndicats.